# Millbrook (New York)
Pour les articles homonymes, voir Millbrook.
Millbrook est un village situé dans le comté de Dutchess, dans l'État de New York aux États-Unis.
D'après le recensement de 2000 sa population est de 1 429 habitants.
Il est considéré comme un des villages les plus riches et les plus cossus de l'État de New York.
Millbrook se situe dans la vallée géographique de l'Hudson, à 30 minutes à l'est de Poughkeepsie et 1h30 de New York.
Le petit centre-ville constitué s'étend autour de Franklin Avenue, la rue principale, qui dispose d'une activité commerçante dynamique. On peut y trouver toutes sortes de commerces de proximité, de nombreux restaurants et cafés, un bureau de poste et une agence de la banque Bank of Millbrook ainsi que d'une bibliothèque en accès libre.
Millbrook accueille depuis 1983, l'institut de recherche écologique Cary Institute of Ecosytem Studies auquel appartiennent une quinzaine de chercheurs renommés dans de nombreux domaines (écologie forestière, écologie marine, géologie, parasitologie...).
Depuis avril 2008, Milbrook est traversé par la route 44 (U.S. Route 44).

## Histoire
Millbrook a été fondé par des quakers vers le milieu du XVIIIe siècle. Ce qui constitue aujourd'hui le village de Millbrook est à l'origine du rapprochement de deux bourgs plus petits, le village de Hart et le hameau de Mechanic.
Le village de Hart était concentré autour d'une minoterie le long du bras est de la Wappinger Creek. Aujourd'hui le bâtiment est converti en appartements.
Le hameau de Mechanic, situé au croisement des routes 343 et 82, est maintenant connu sous la dénomination de Millbrook Sud.
Le village de Millbrook s'est développé autour de la gare de chemin de fer desservie par le Dutchess et Columbia. Cette gare fut construite en 1870 sur les terres d'Issac Merrit qui construisit les rues du village peu après.
L'écrivain, psychologue, neuropsychologue et militant pour l'utilisation scientifique des psychédéliques Timothy Leary y exerça ses activités dans un manoir appartenant à un descendant des Mellon-Hitchcock.

## Géographie
Les coordonnées de Millbrook sont 41° 47′ 14″ N, 73° 41′ 32″ O.
Le village s'étend sur 4,9 km2, dont seulement 2,6 % (0,26 km2) sont des surfaces en eau.

## Points d'intérêts
L'arboretum Mary Flagler Cary et la Tea House

## Personnalités[réf.nécessaire]
- Frank Carillo, musicien
- Matthew Modine, acteur
- Sigourney Weaver, actrice
- William Sadler, acteur
- Liam Neeson, acteur
- Ryan Murphy, poète
- Idris Muhammad, musicien de jazz
- Robert Trump, homme d'affaires et frère cadet de Donald Trump
- Margaret Hamilton, actrice dont le rôle de la "méchante" du Magicien d'Oz